# 20 Anos - Acústico
20 Anos - Acústico é o terceiro álbum ao vivo, o segundo em formato acústico e o quarto DVD dos Detonautas, em comemoração aos 20 anos de carreira do grupo, lançado em 14 de setembro de 2023 pela Sony Music.
Gravado nos dias 10 e 11 de fevereiro de 2023 no Teatro Riachuelo, antigo Cine Palácio no Rio de Janeiro, o projeto acústico já havia sido lançado em dois EPs nas plataformas de streaming. O primeiro EP traz a inédita "Aposta" e as releituras de "O Dia Que Não Terminou", "Por Onde Você Anda?" e "Lógica". O segundo EP traz a versão de "Só Uma Canção", do grupo Som da Rua, e as releituras de "O Retorno de Saturno", "Um Cara de Sorte" e "Vamos Viver". Já no dia 14 de setembro, o álbum completo foi lançado, concluindo o lançamento.
O álbum conta com as participações de Badauí (CPM 22), Lucas Silveira (Fresno), Di Ferrero (NX Zero) e do Grupo Cultural AfroReggae, em "Só Por Hoje", "Quando o Sol Se For" , "Outro Lugar" e "Oração do Horizonte", respectivamente.
Sete músicas do álbum já haviam sido gravadas no primeiro acústico dos Detonautas, em 2009: "O Dia Que Não Terminou", "O Retorno de Saturno", "Olhos Certos", "Você Me Faz Tão Bem", "Só Por Hoje" (pot-pourri com "Tênis Roque"), "Quando o Sol Se For" e "Outro Lugar", mas que agora ganham novas roupagens.
Com esse lançamento, a banda inicia uma nova página da história. Para isso, eles buscaram ajustar a linguagem do rock para atingir o público mais jovem e combater o movimento de "envelhecimento" que o estilo vem sofrendo com o passar dos anos. “É importante que o rock aproveite esse momento para calibrar a linguagem. Eu acho que a linguagem do rock ficou bastante ultrapassada e talvez, por isso, que ele tenha caído em um lugar que esteja ligado a uma certa nostalgia”, afirma Tico Santa Cruz.

## Faixas
| N.º            | Título                                                    | Letras                         | Álbum original                                     | Duração |  |
| 1.             | "A Quem Precisar de Mim"                                  | Tico Santa Cruz                | Esperança (2022)                                   | 3:09    |  |
| 2.             | "Por Onde Você Anda?"                                     | Tico Santa Cruz                | VI (2017)                                          | 3:57    |  |
| 3.             | "O Que Será de Nós?"                                      | Tico Santa Cruz                | Lançada apenas como single (2018)                  | 3:35    |  |
| 4.             | "Lógica"                                                  | Tico Santa Cruz                | O Retorno de Saturno (2008)                        | 3:41    |  |
| 5.             | "O Dia Que Não Terminou"                                  | Tico Santa Cruz                | Roque Marciano (2004)                              | 4:23    |  |
| 6.             | "Aposta"                                                  | Tico Santa Cruz                | Inédita                                            | 3:35    |  |
| 7.             | "Vamos Viver"                                             | Tico Santa Cruz                | A Saga Continua (2014)                             | 3:16    |  |
| 8.             | "Nada é Sempre Igual"                                     | Tico Santa Cruz                | O Retorno de Saturno (2008)                        | 3:37    |  |
| 9.             | "Só uma Canção"                                           | Liô Mariz                      | Músicas para Violão e Guitarra (Som da Rua) (2005) | 2:45    |  |
| 10.            | "Um Cara de Sorte"                                        | Tico Santa Cruz                | A Saga Continua (2014)                             | 4:02    |  |
| 11.            | "Tudo Pode Acontecer"                                     | Tico Santa Cruz                | Esperança (2022)                                   | 3:00    |  |
| 12.            | "Me Diz Você"                                             | Tico Santa Cruz                | Esperança (2022)                                   | 2:54    |  |
| 13.            | "O Retorno de Saturno"                                    | Tico Santa Cruz                | O Retorno de Saturno (2008)                        | 4:00    |  |
| 14.            | "Olhos Certos"                                            | Tico Santa Cruz                | Detonautas Roque Clube (2002)                      | 5:50    |  |
| 15.            | "Você Me Faz Tão Bem"                                     | Tico Santa Cruz                | Psicodeliamorsexo&distorção (2006)                 | 7:24    |  |
| 16.            | "Só Por Hoje" (part. Badauí)                              | Tico Santa Cruz                | Roque Marciano (2004)                              | 2:57    |  |
| 17.            | "Quando o Sol Se For" (part. Lucas Silveira e Badauí)     | Tico Santa Cruz                | Detonautas Roque Clube (2002)                      | 3:33    |  |
| 18.            | "Outro Lugar" (part. Di Ferrero, Lucas Silveira e Badauí) | Tico Santa Cruz, Rodrigo Netto | Detonautas Roque Clube (2002)                      | 4:14    |  |
| 19.            | "Oração do Horizonte" (part. Grupo Cultural AfroReggae)   | Tico Santa Cruz                | O Retorno de Saturno (2008)                        | 6:01    |  |
| Duração total: | Duração total:                                            | Duração total:                 | Duração total:                                     | 1:16:00 |  |

## Ficha técnica

### Detonautas Roque Clube
- Tico Santa Cruz: vocal
- Renato Rocha: violão, guitarra semiacústica, eBow e vocal de apoio
- Fábio Brasil: bateria
- Phil Machado: violão, violão 12 cordas e vocal de apoio
- André Macca: baixo

### Músicos de apoio
- Guilherme Schwab: violão, violão 12 cordas, lap steel guitar, viola caipira e vocal de apoio
- Sérgio Villarim: piano e teclados

### Músicos convidados
- Keeyth Annie Vianna: violino
- Gretel Paganini Pontes: violoncelo
- Jocelyne Huiliñir Cárdenas: viola
- Jessé Sadoc: trompete
- Rafael Rocha: trombone
- Eliézer Conrado: trompa

### Produção
- Marcelo Sussekind: produção musical
- Flávio Senna: gravação e mixagem no estúdio Cia. dos Técnicos/RJ.
- Carlos Freitas: masterização no estúdio Classic Master, na Flórida/EUA.